# Jardin Nusch-Éluard
Le jardin Nusch-Éluard est un jardin public du 18e arrondissement de Paris, en France.

## Situation et accès
Le jardin Nusch-Éluard est situé à l'angle de l'impasse de la Chapelle et de la rue de la Chapelle.
Ce site est desservi par la ligne 12 du métro parisien, à la station Marx Dormoy.

## Historique
En 2019, la placette existante à cet emplacement est transformée par la Mairie de Paris en jardin public. Il est composé de parterres végétaux et planté d’arbustes (cornouillers sanguins, cognassiers du Japon et sureaux).

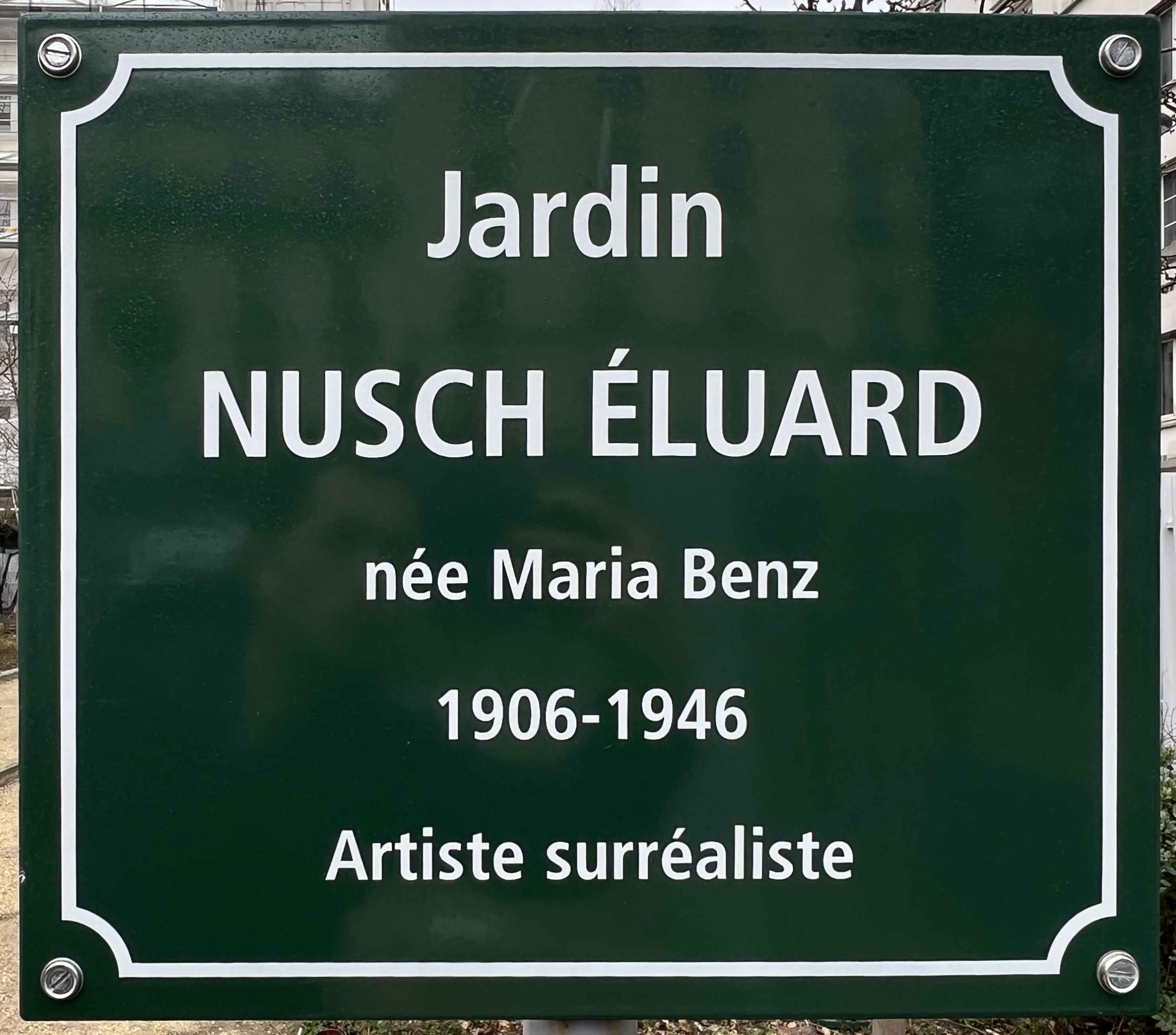
Plaque du jardin Nusch-Éluard.

## Origine du nom
Depuis une délibération du Conseil de Paris en 2021, ce jardin, autrefois désigné sous la dénomination de « jardin de l'impasse de la Chapelle », a pris le nom de Nusch Éluard (1906-1946). Née Maria Benz, cette artiste surréaliste qui a été notamment célébrée par Picasso, Man Ray, Lee Miller, ou encore Dora Marr, habitait le quartier.
Le jardin est inauguré sous cette nouvelle dénomination en 2021.

## Bâtiment remarquable et lieux de mémoire
- Le quartier de Chapelle international
- Le parc Chapelle-Charbon
- La place Paul-Éluard
- Le square de la Madone